# Karen Surenowitsch Chatschaturjan
Karen Surenovich Khachaturian, armeni: Կարեն Խաչատրյան (Moscou, 19 de setembre, 1920 - Idem. 19 de juliol, 1920), fou un compositor soviètic i rus d'ètnia armènia i nebot del compositor Aram Khatxaturian.

## Obres (selecció)
- Cippollino (ballet)
- 4 simfonies
- trio de corda
- Sonata per a violí i piano, op. 1 (dedicat a Leonid Kogan) (1947)
- Sonata per a violoncel (dedicada a Rostropovich)